# Transvaloração dos valores
A reavaliação de todos os valores ou transvaloração dos valores (alemão: Umwertung aller Werte) é um conceito da filosofia de Friedrich Nietzsche.
Elaborando o conceito em O Anticristo, Nietzsche afirma que o Cristianismo, não apenas como religião, mas também como sistema moral predominante no mundo ocidental, inverte a natureza e é "hostil à vida". Como "a religião da piedade", eleva o fraco ao forte, exaltando o "mal constituído e o fraco" em detrimento do que está cheio de vida e de vitalidade.
Nietzsche compara o cristianismo ao budismo. Ele postula que o Cristianismo é "a luta contra o pecado", enquanto o Budismo é "a luta contra o sofrimento"; para Nietzsche, o cristianismo limita e rebaixa a humanidade ao atacar seus instintos naturais e inevitáveis como depravados ("pecado"), enquanto o budismo aconselha simplesmente a evitar o sofrimento. Enquanto o Cristianismo está cheio de "vingança" e "antipatia" (por exemplo, o Juízo Final), o Budismo promove "benevolência, sendo gentil, como promotor da saúde". O budismo também é sugerido como a mais "honesta" das duas religiões, por ser estritamente " fenomenalista" e porque "o cristianismo faz mil promessas, mas não cumpre nenhuma". O martírio, em vez de ser uma posição moral elevada ou posição de força, é indicativo de uma "obtusidade quanto à questão da verdade".
Da mesma forma, Nietzsche contrasta a moralidade europeia do século 19 com a da civilização grega pré-cristã. Porque o sexo é, no pensamento de Nietzsche, uma afirmação fundamental da vida, por ser o próprio processo pelo qual a vida humana é criada, a elevação da castidade do Cristianismo (incluindo, por exemplo, a história da gravidez virginal de Maria) é contra a instintos naturais da humanidade e, portanto, uma contradição de "valores naturais". 
O entusiasmo de Nietzsche pelo que chamou de "transvalorização" derivou de seu desprezo pelo Cristianismo e por todo o sistema moral que dele emanava: na verdade, "desprezo pelo homem", como Nietzsche afirma perto do fim do Anticristo. Nietzsche percebeu que a estrutura moral da civilização cristã era opressora:
- Reprodução ridicularizada como pecaminosa
- A vida como um mero investimento para a promessa vazia de uma vida após a morte ilustre
- Morte valorizada ao longo da vida

Transvalorização significaria a exaltação da vida ao invés da exaltação do sofrimento, e uma aceitação de todo instinto ou luxúria como orgânico e, portanto, válido, e assim além do escopo da condenação moral. O que se deseja seria apenas o que se deseja, ao invés de pecaminoso ou piedoso. O que se deseja seria o produto de estímulos e não o produto da "vontade".
Eu chamo o Cristianismo de a única grande maldição, a única grande depravação intrínseca, o único grande instinto de vingança para o qual nenhum expediente "(isto é, um meio de atingir um fim, especialmente aquele que é conveniente, mas considerado impróprio ou imoral)" é suficientemente venenoso, secreto, subterrâneo, "mesquinho" — Eu o chamo de a única mancha imortal da humanidade...

E calcula-se o tempo a partir do "dies nefastus" em que essa fatalidade surgiu — do "primeiro" dia do Cristianismo! Por que não do último? A partir de hoje? Reavaliação de todos os valores!— Nietzsche Conclusão, O Anticristo.
A reavaliação de todos os valores também era o título provisório de uma série de quatro livros que Nietzsche planejava escrever, apenas o primeiro deles — O anticristo — ele concluiu. No entanto, um de seus esquemas para A Vontade de Poder usou "A Reavaliação de Todos os Valores" como subtítulo, e foi esse esquema que sua irmã Elisabeth Förster-Nietzsche usou para reunir suas notas no livro final com esse título.